# Bounouh
Bounouh est une commune algérienne de la wilaya de Tizi Ouzou, dans la région de la Kabylie.

## Géographie

### Localisation
La commune de Bounouh est située au sud-ouest de la wilaya de Tizi Ouzou.
| Ain Zaouia | Boghni                                   | Boghni |
| Frikat     | Bounouh                                  | Boghni |
| Frikat     | Aït Laziz et Taghzout (wilaya de Bouira) | Boghni |

### Localités de la commune
La commune de Bounouh a été constituée en 1985, à partir de vingt trois villages et localistes suivantes :
- Aït Kaanane
- Aït Thelha
- Aït Si Ali
- Amalou
- Aourir
- Baali
- Bounouh, chef lieu de la commune
- Bouzoula
- Chebaba
- Halouane
- Ibouhatène
- Idjebarene
- thaghouza
- Ikhelfounene
- Merdja
- Mezaourou
- tizi n'chreat
- Tala Khelouf
- Tala Oulili
- Tamalouts
- Tizi El Had
- Tizi Meden
- Zarour

Le territoire de la commune Bounouh a été détachée de Boghni en 1984. Son premier président de l'APC est M. KANANE

### Transports
La principale route traversant la commune est le chemin de wilaya CW4 (« route de Frikat ») entre Draâ El Mizan à l'ouest et la route nationale RN 306 (de Boghni vers le Djurdjura). Une autre route partant de Boghni traverse la commune vers Aït Laziz au sud (« route d'Ath Smaïl-Bounouh »).

## Ethnographie
La population de la commune est issue de la fraction Ath Smaïl de la tribu des Iguejtoulen.

## Personnalités liées à la commune
- Sidi M'hamed Bou Qobrine, fondateur de la confrérie de la Rahmaniya, est né vers 1715 dans le village de Baali
- Farid Ali, artiste et militant nationaliste auteur de la chanson: Ayma svar oursru;
- Mouh-Sïad ou-belaid, chanteur kabyle auteur de la chanson: Ithvir swdasn slam;
- Mohamed Chemoune: chanteur kabyle auteur de la chanson « Ma throuhad a gma awi-yi a wahmimi »
- Oukil Amar, chanteur kabyle auteur de la chanson « chemin de fer Buwurfan »
- Kamal Idou dit (Kamal Ahelwan) chanteur Kabyle auteur de la chanson « Our-sadla dgi Ourkath )
- Wahmed Hadj-Moussa , chanteur Kabyle auteur de la chanson « Anak dazawali »
- Rabia Brahim chanteur kabyle auteur de la chanson « Ougadagh af yaghrivan »
- Mehdi Massaid chanteur et écrivain Kabyle auteur de la chanson « Dunith »

## Liste des maires de la commune depuis 1985
- Kanane
- Moukhtari.
- Ahsén Boumaïl (délégué exécutif communal);
- Béghdadi Rabah.
- Makhlouf Rabah.
- Lounis Mohamed.
- Kana Mouhad-Amoukran ( Actuel P.APC )

## Tourisme
Tizi Halwane, est un site touristique renommé dans la region.

## Patrimoine
- Mausolée de Sidi M'Hamed (Axamm n'cheikh ben Abderahmane);
- Mosquée de Sidi Abderahman[5];
- Église des Pères Blancs (désaffectée aujourd'hui).